# Ren Ruiping
Ren Ruiping (chiń. 任瑞萍; ur. 1 lutego 1976 w Szantung) – chińska lekkoatletka specjalizująca się w trójskoku, dwukrotna olimpijka (1996, 2000).

## Osiągnięcia
- 3 złote medale mistrzostw Azji (Manila 1993, Dżakarta 1995 i Fukuoka 1998)
- złoty medal mistrzostw świata juniorów (Lizbona 1994)
- brąz halowych mistrzostw świata (Barcelona 1995)
- 6. miejsce podczas mistrzostw świata (Göteborg 1995)
- 6. lokata na igrzyskach olimpijskich (Atlanta 1996)
- 4. miejsce w pucharze świata (Johannesburg 1998)
- liczne sukcesy na mniejszych imprezach międzynarodowych, m.in. złote medale Igrzysk Azji Wschodniej[1]

## Rekordy życiowe
- trójskok – 14,66 (1997)
- trójskok (hala) – 14,37 (1995) halowy rekord świata juniorów[2]